# Trích xuất thuật ngữ
Trích xuất thuật ngữ (tiếng Anh: terminology extraction) là một tác vụ con của trích xuất thông tin (information extraction). Mục đích của trích xuất thuật ngữ là tự động trích xuất các thuật ngữ tương đương từ một ngữ liệu đã cho.
Trong kỷ nguyên mạng ngữ nghĩa, ngày càng nhiều cộng đồng và các doanh nghiệp có kết nối mạng bắt đầu truy cập và tương tác với nhau thông qua Internet. Việc mô hình hóa các cộng đồng này và nhu cầu thông tin tương ứng là quan trọng đối với một số ứng dụng web, như các web crawler theo chủ đề, dịch vụ web, hệ thống gợi ý,... Sự phát triển của trích xuất thuật ngữ cũng rất cần thiết đối với ngành công nghiệp ngôn ngữ.